# Hoplolabis spinula
Hoplolabis spinula är en tvåvingeart som först beskrevs av Mendl 1973.  Hoplolabis spinula ingår i släktet Hoplolabis och familjen småharkrankar. Inga underarter finns listade i Catalogue of Life.